# Liste der Biografien/Zs
Liste der Biografien |
Portal Biografien |
Personensuche
# |
A |
B |
C |
D |
E |
F |
G |
H |
I |
J |
K |
L |
M |
N |
O |
P |
Q |
R |
S |
T |
U |
V |
W |
X |
Y |
Z |
?
 
Za |
Zb |
Zc |
Zd |
Ze |
Zf |
Zg |
Zh |
Zi |
Zj |
Zk |
Zl |
Zm |
Zn |
Zo |
Zr |
Zs |
Zu |
Zv |
Zw |
Zy |
Zz
Die Liste der Biografien führt alle Personen auf, die in der deutschsprachigen Wikipedia einen Artikel haben. Dieses ist eine Teilliste mit 147 Einträgen von Personen, deren Namen mit den Buchstaben „Zs“ beginnt.

## Zs

### Zsa
- Zsaitsits, Stefan (* 1981), österreichischer Grafiker und Illustrator
- Zsak, Manfred (* 1964), österreichischer Fußballspieler und FußballtrainerManfred Zsak (* 1964)

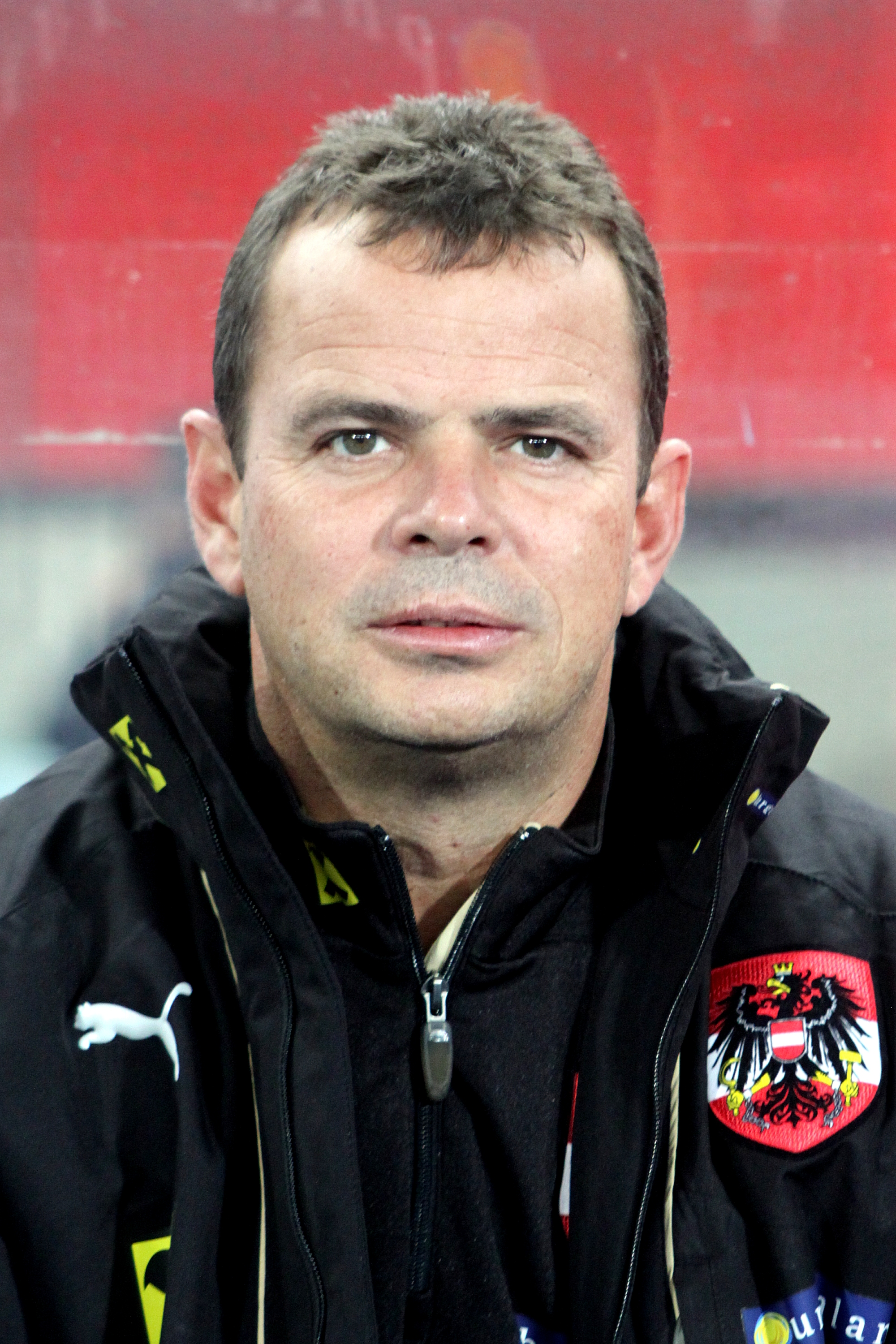
Manfred Zsak (* 1964)

- Zsamboki, Jozsef (1933–2011), ungarischer Fußballspieler
- Zsankó, Petra (* 2001), ungarische Radrennfahrerin

### Zsc
- Zschäbitz, Gerhard (1920–1970), deutscher marxistischer Historiker
- Zschächner, Martin (* 1982), deutscher Staatsanwalt in Gera (Thüringen)
- Zschacke, Günter (1936–2025), deutscher Journalist und Autor
- Zschacke, Rudolf (1902–1975), deutscher Landrat und Verwaltungsrichter
- Zschäckel, Günter (1945–2021), deutscher Schauspieler, Regisseur und Hörspielsprecher
- Zschackwitz, Johann Ehrenfried (1669–1744), deutscher Historiker und Heraldiker
- Zschaetzsch, Karl Georg (1870–1946), deutscher Schriftsteller und Rassenideologe
- Zschäge, Otto (* 1893), deutscher Politiker (SED), MdL Sachsen-Anhalt
- Zschake-Papsdorf, Oskar (* 1902), deutscher Politiker (NSDAP), MdR
- Zschaler, Frank E. W. (* 1958), deutscher Historiker
- Zschäpe, Beate (* 1975), deutsche Rechtsextremistin und Mitglied des nationalsozialistischen Untergrunds
- Zschäpitz, Holger (* 1971), deutscher Journalist
- Zscharnack, Leopold (1877–1955), evangelischer Theologe und Hochschullehrer
- Zschätzsch, Daniel (* 1982), deutscher Inline-Speedskater und Eisschnellläufer
- Zschau, Christian († 1672), kursächsischer Verwaltungsbeamter
- Zschau, Ed (* 1940), US-amerikanischer Politiker
- Zschau, Josef (* 1963), deutscher Fußballspieler und -trainer
- Zschau, Katrin (* 1976), deutsche Politikerin (SPD), MdBKatrin Zschau (* 1976)

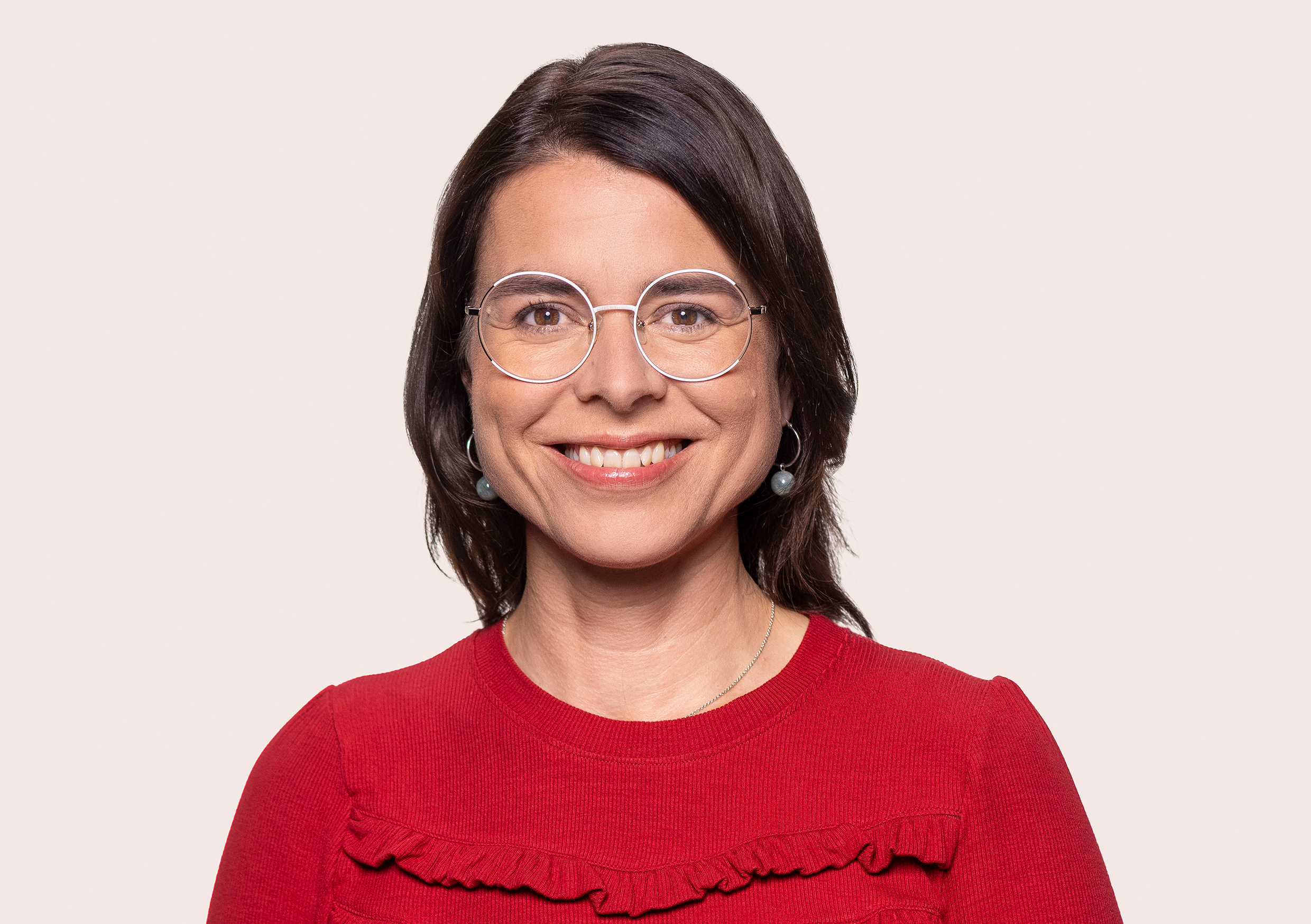
Katrin Zschau (* 1976)

- Zschau, Renate, deutsche Handballtorhüterin
- Zschau, Ursula (* 1922), deutsche Parteifunktionärin (SED)
- Zschech, Darlene (* 1965), australische Sängerin
- Zscheckel, Carl August (1824–1870), deutscher Holzstecher und Illustrator
- Zscheckenbürlin, Hans († 1477), Schweizer Politiker
- Zscheked, Gertrud (1886–1970), deutsche Landschafts- und Porträtmalerin sowie Illustratorin
- Zscheked, Richard (1885–1954), deutscher Maler, Illustrator, Radierer, Gebrauchsgrafiker und Kunstgewerbler
- Zschelletzschky, Herbert (1902–1986), deutscher Kunsthistoriker
- Zschernagk, Werner (* 1926), deutscher Fußballspieler
- Zscherp, Auguste (1900–1983), deutsche Politikerin (SPD), MdBB
- Zscherpe, Heinz (1917–1959), deutscher Politiker (KPD), MdL
- Zscherpe, Iris (* 1967), deutsche Schwimmerin
- Zschetzsche, Anton Friedrich (1856–1922), österreichischer Bauingenieur und Hochschullehrer
- Zschiedrich, Falk (* 1961), deutscher Fußballspieler und -trainer
- Zschiedrich, Florian (* 1986), deutscher Fernsehmoderator und JournalistFlorian Zschiedrich (* 1986)

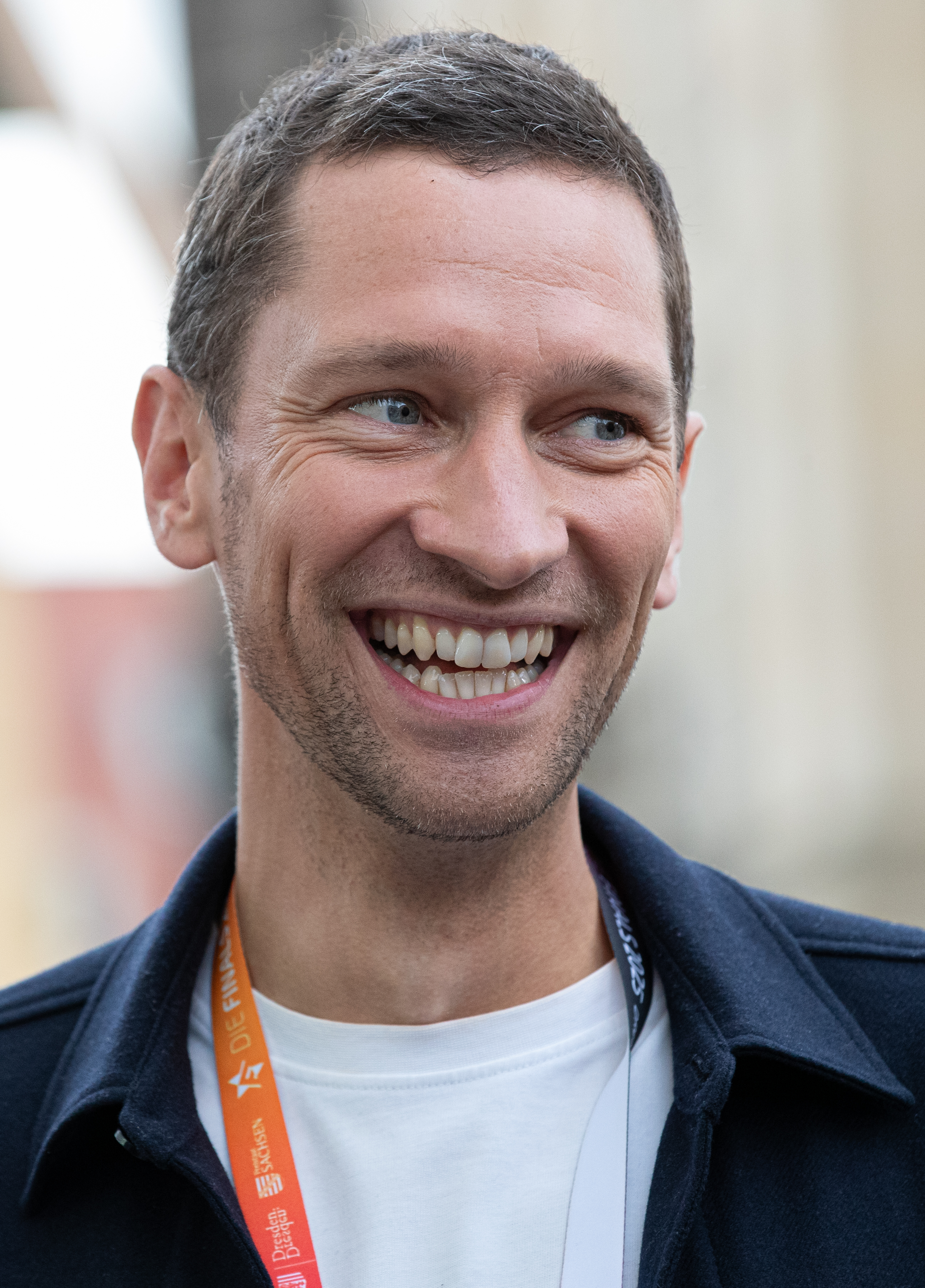
Florian Zschiedrich (* 1986)

- Zschiedrich, Konrad (1936–2019), deutscher Theaterregisseur, Dramaturg und Übersetzer
- Zschierlich, Gustav (1837–1925), deutscher Unternehmer und konservativer Politiker, MdL (Königreich Sachsen)
- Zschieschang, Gerhard (1931–2012), deutscher Mykologe
- Zschiesche, Arnd (* 1972), deutscher Soziologe, Autor und Unternehmer
- Zschiesche, Karl-Wolfgang (1933–1996), deutscher Arzt und Pathologe
- Zschiesche, Volkram (* 1979), deutscher Schauspieler
- Zschiesche, Werner (1903–1947), deutscher Ruderer
- Zschieschow, Esther (* 1964), deutsche Schauspielerin und Schauspieldozentin
- Zschietzschmann, Willy (1900–1976), deutscher Klassischer Archäologe
- Zschille, Camillo Ehregott (1847–1910), deutscher Zeichner
- Zschille, Gustav Fedor (1819–1888), deutscher Tuchfabrikant und Stifter in Großenhain
- Zschille, Richard (1847–1903), deutscher Tuchfabrikant, Kunstsammler und Stifter in Großenhain
- Zschille-von Beschwitz, Johanna (1863–1946), deutsche Malerin
- Zschimmer, Eberhard (1873–1940), deutscher Mineraloge, Ingenieur, Manager, Professor und Autor
- Zschimmer, Emil (1842–1917), deutscher Maler und Pädagoge
- Zschimmer, Kevin (* 1993), deutscher Fußballspieler
- Zschinsky, Ferdinand von (1797–1858), sächsischer Politiker, Vorsitzender des Gesamtministeriums (Ministerpräsident)
- Zschintzsch, Werner (1888–1953), deutscher Verwaltungsjurist und Staatssekretär
- Zschintzsch, Wilhelm (1894–1972), deutscher Ingenieur und Wirtschaftsgruppenleiter
- Zschoch, Frieder (1932–2016), deutscher Musikwissenschaftler
- Zschoch, Gitte (* 1984), deutsche Literaturwissenschaftlerin, Kulturmanagerin, Generalsekretärin des ifa
- Zschoch, Hellmut (* 1957), deutscher Theologe und Hochschullehrer, Professor für Kirchengeschichte
- Zschoche, Brigitte (1941–2019), deutsche Politikerin (SED, PDS, Linke), MdV, MdL
- Zschoche, Gustav Adolph (1844–1926), deutscher Holzstecher und Illustrator
- Zschoche, Herrmann (* 1934), deutscher Drehbuchautor, Regisseur und SachbuchautorHerrmann Zschoche (* 1934)

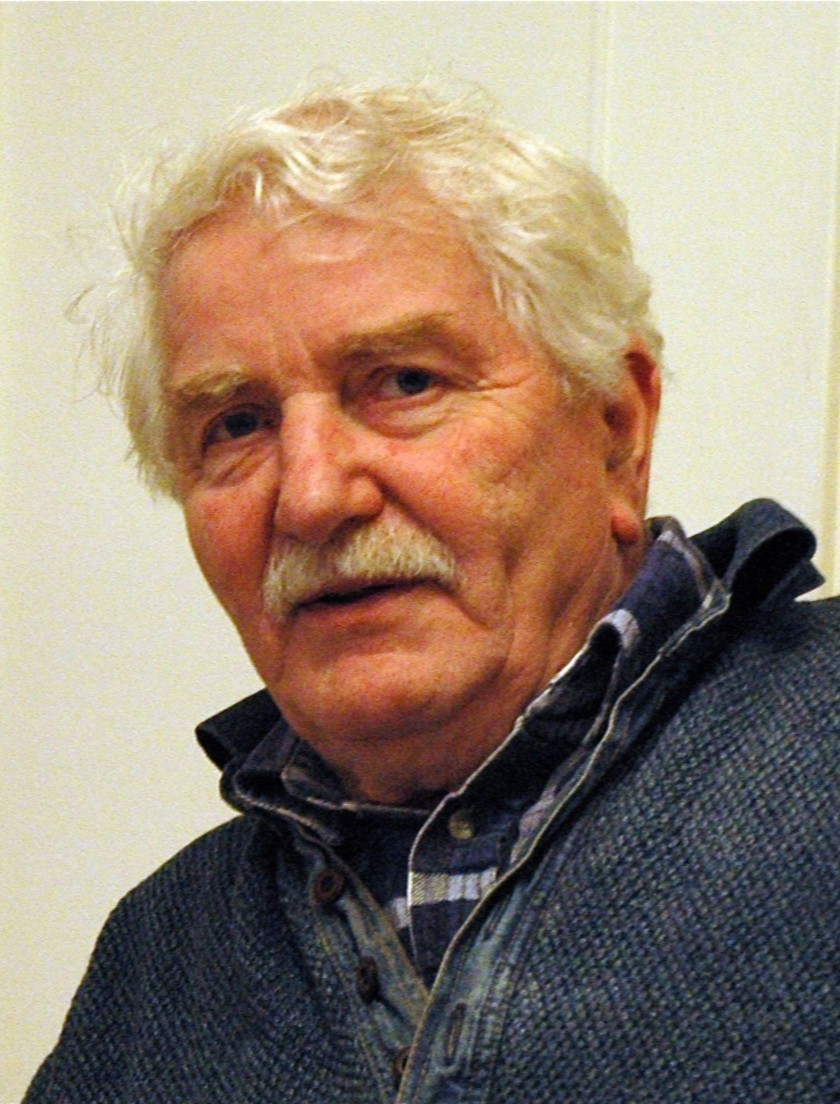
Herrmann Zschoche (* 1934)

- Zschoche, Miriam (* 1979), deutsche Betriebswirtschaftlerin und Hochschullehrerin
- Zschock, Christian Gottlieb Georg von (1737–1809), preußischer Generalmajor und zuletzt Kommandeur des Infanterieregiments „von Manstein“
- Zschock, Christian Gottlieb von (1694–1766), kaiserlicher Generalfeldwachtmeister
- Zschock, Ludwig (1839–1890), österreichischer Politiker
- Zschock, Stefan von (* 1975), deutscher Fußballspieler
- Zschocke, Christian (* 1960), deutscher Rechtswissenschaftler
- Zschocke, Fee (* 1943), deutsche Journalistin und Autorin
- Zschocke, Joachim (1928–2003), deutscher Schauspieler
- Zschocke, Mia (* 1998), deutsche HandballspielerinMia Zschocke (* 1998)

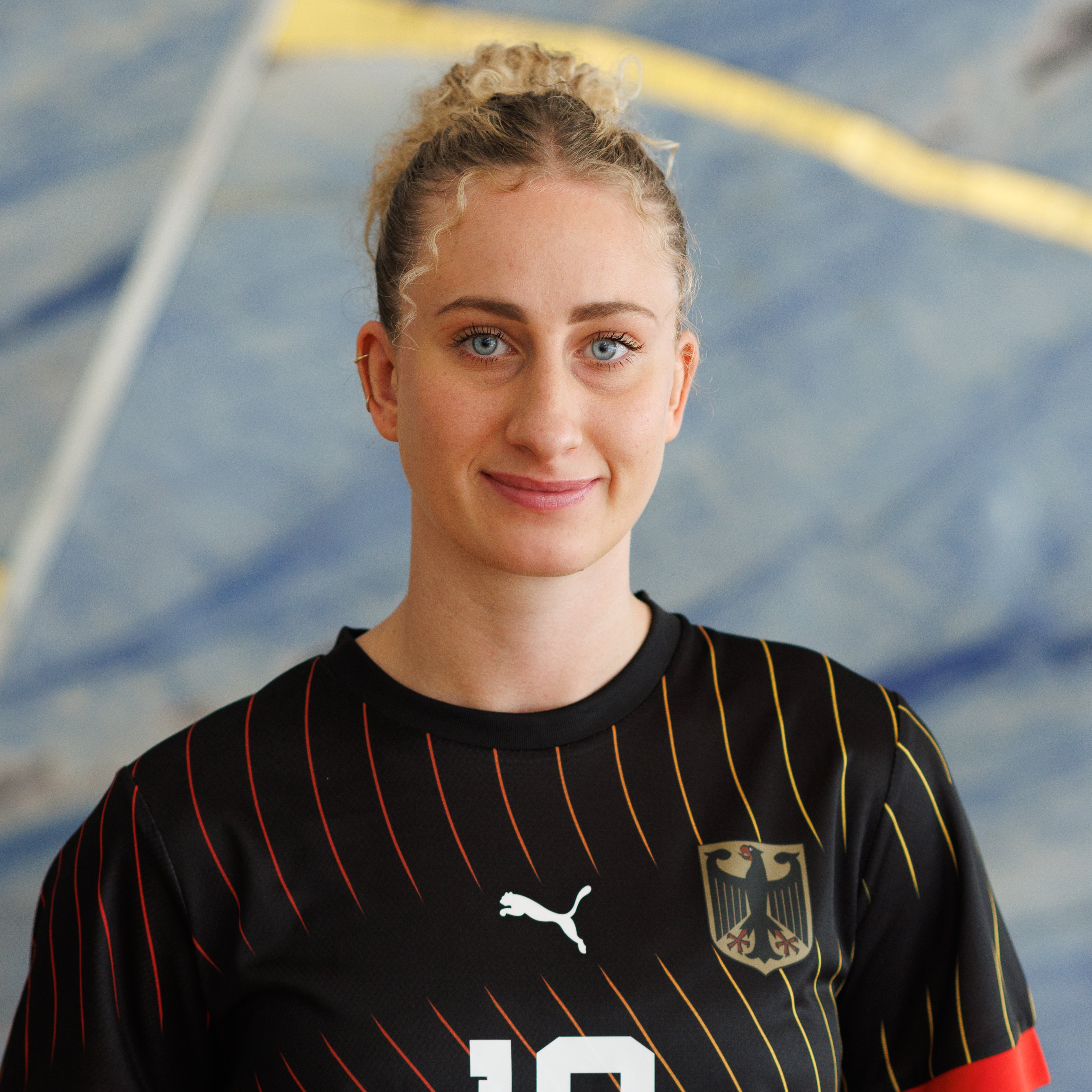
Mia Zschocke (* 1998)

- Zschocke, Volkmar (* 1969), deutscher Politiker (Bündnis 90/Die Grünen), MdL
- Zschockelt, Alfons (1935–2023), deutscher Richter am Bundesgerichtshof; zudem Jazzmusiker
- Zschögner, Gudrun, deutsche Skilangläuferin
- Zschoke, Max (1873–1952), deutscher Gewerkschaftsfunktionär und sozialdemokratischer Stadtrat von Wilsdruff
- Zschokke, Alexander (1894–1981), Schweizer Bildhauer
- Zschokke, Bruno (1860–1926), Schweizer Chemiker und Metallurg
- Zschokke, Conradin (1842–1918), Schweizer Bauingenieur und Bauunternehmer
- Zschokke, Emil (1808–1889), Schweizer Pfarrer und Schriftsteller
- Zschokke, Erwin (1855–1929), Schweizer Veterinärmediziner
- Zschokke, Friedrich (1860–1936), Schweizer Zoologe
- Zschokke, Heinrich (1771–1848), deutsch-schweizerischer Schriftsteller, Forstbeamter, Pädagoge und PolitikerHeinrich Zschokke (1771–1848)

Heinrich Zschokke (1771–1848)

- Zschokke, Hermann (1838–1920), österreichischer, katholischer Theologe und Weihbischof in der Erzdiözese Wien
- Zschokke, Iris (* 1933), Schweizer Physikerin
- Zschokke, Matthias (* 1954), Schweizer Schriftsteller und Filmemacher
- Zschokke, Max (1886–1960), Schweizer Bauingenieur
- Zschokke, Olivier (1826–1898), Schweizer Ingenieur
- Zschokke, Peter (1898–1986), Schweizer Anwalt, Politiker und Mäzen
- Zschokke, Richard (1865–1946), Schweizer Ingenieur und Politiker
- Zschokke, Tanja (* 1965), Schweizer Politikerin (Grüne)
- Zschokke, Theodor (1806–1866), Schweizer Arzt und Naturforscher
- Zschokke, Walter (1948–2009), Schweizer Architekt
- Zschokke, Walther (1870–1951), Schweizer Optiker und Erfinder
- Zschommler, Max Ludwig (1855–1915), deutscher Lehrer und Heimatforscher
- Zschorlich, Volker (* 1955), deutscher Sportwissenschaftler und Hochschullehrer
- Zschornack, Georg (1934–2015), sorbischer Ingenieurökonom, Unternehmer, Politiker (DBD, FDP), MdVK, MdB
- Zschörner, Ernst Paul († 1911), deutscher Ingenieur und Unternehmer
- Zschorsch, Alfred (1887–1956), deutscher Bildhauer und Mitglied der NSDAP
- Zschorsch, Gerald (* 1951), deutscher Schriftsteller
- Zschöttge, Luise (* 1908), deutsche Schriftstellerin
- Zschucke, Carl-Friedrich (1938–2023), deutscher Arzt, Münzsammler und Numismatiker
- Zschucke, Johannes (1887–1953), deutscher Tropenmediziner und Hochschullehrer
- Zschunke, Adolf (* 1937), deutscher Chemiker
- Zschunke, Klaus (1934–2002), deutscher Kunstturner, Turnfunktionär, Mathematiker und Hochschullehrer
- Zschunke, Manuel (* 1991), deutscher Schauspieler
- Zschunke, Walter (1913–1985), deutscher Maler und Grafiker
- Zschunke, Willmut (1940–2021), deutscher Elektroingenieur
- Zschüschen, Heinrich Gustav von (1806–1881), preußischer Generalmajor und Kommandeur des 63. Infanterie-Regiments
- Zschusschen, Felitciano (* 1992), niederländischer Fußballspieler
- Zschweigert, Käthe Lore (1884–1967), deutsche Textildesignerin
- Zschweigert, Rudolf (1873–1947), deutscher Textilunternehmer und Erfinder

### Zse
- Zsebők, Zoltán (1908–1984), ungarischer Radiologe und Nuklearmediziner
- Zselénszky, Róbert (1850–1939), ungarischer Politiker und Großgrundbesitzer
- Zsemlics, István († 1891), slowenischer Schriftsteller und katholischer Priester
- Zsengellér, Gyula (1915–1999), ungarischer Fußballspieler und -trainer

### Zsi
- Zsidi, Paula (* 1952), ungarische Archäologin und Museumsleiterin
- Zsifkovics, Ägidius (* 1963), österreichischer katholischer Theologe und BischofÄgidius Zsifkovics (* 1963)

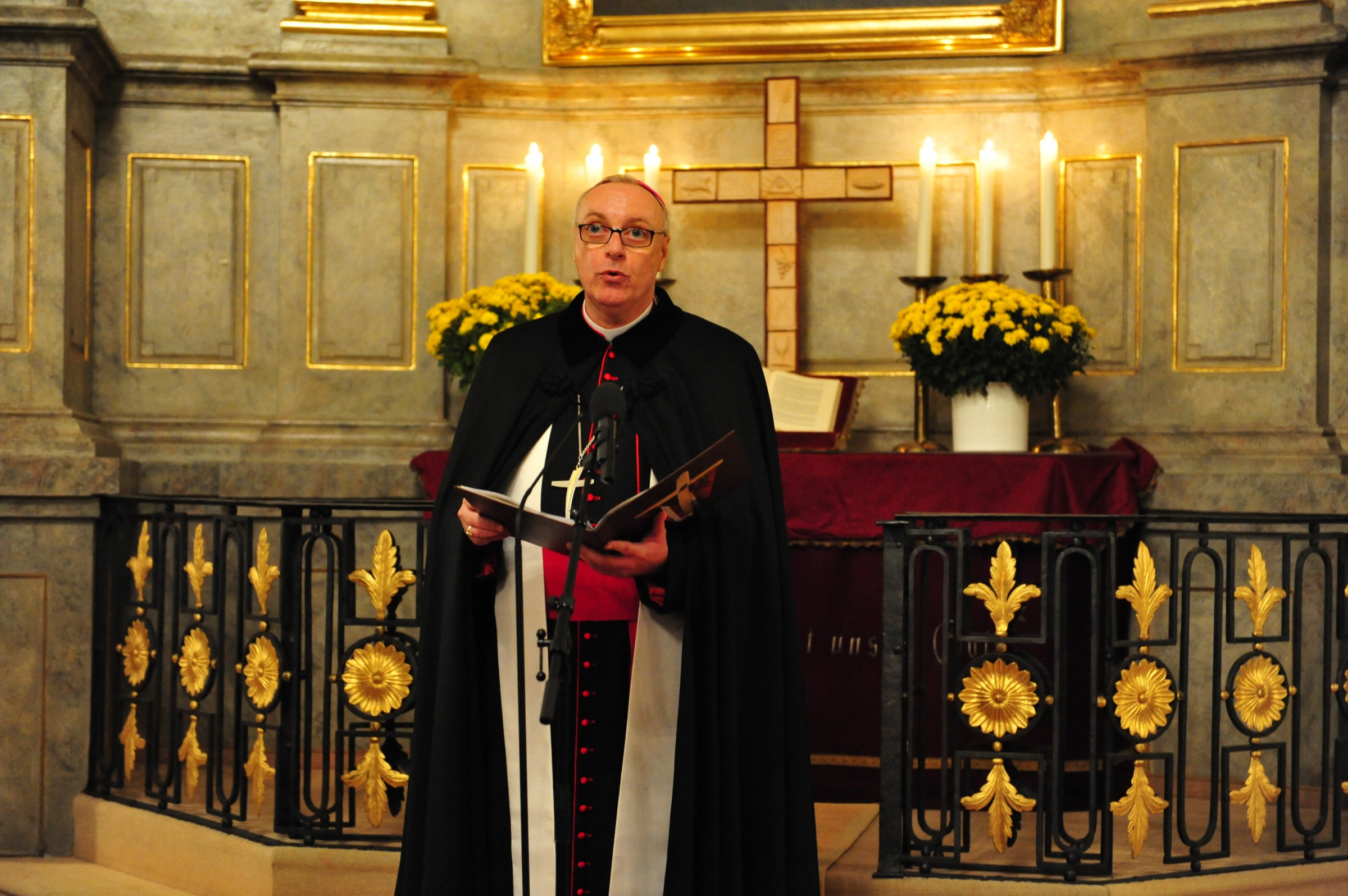
Ägidius Zsifkovics (* 1963)

- Zsifkovits, Valentin (1933–2019), römisch-katholischer Theologe und Hochschullehrer
- Zsigmond, Vilmos (1930–2016), ungarisch-amerikanischer Kameramann
- Zsigmondi, Ágnes, ungarische Musikerin (Gesang, Flöten, Komposition)
- Zsigmondy, Adolph (1816–1880), österreichischer Zahnarzt
- Zsigmondy, Dénes (1922–2014), ungarischer Violinist und Musikpädagoge
- Zsigmondy, Emil (1861–1885), österreichischer Arzt und Bergsteiger
- Zsigmondy, Jenő (1889–1930), ungarischer Tennisspieler
- Zsigmondy, Karl (1867–1925), österreichischer Mathematiker und Hochschullehrer
- Zsigmondy, Otto (1860–1917), österreichischer Zahnarzt und Bergsteiger
- Zsigmondy, Richard (1865–1929), österreichischer Chemiker, Nobelpreisträger für Chemie (1925), Bergsteiger
- Zsigray, Julianna (1903–1987), ungarische Schriftstellerin
- Zsinka, András (1947–2023), ungarischer Mittelstreckenläufer
- Zsitnik, Béla (1924–2019), ungarischer Ruderer
- Zsitva, Viktor (* 1939), ungarischer Eishockeyspieler
- Zsitva, Zoltán (1905–1996), ungarischer Sprinter
- Zsitvay, Tibor (1884–1969), ungarischer Politiker, Parlamentspräsident und Justizminister
- Zsivoczky, Attila (* 1977), ungarischer Leichtathlet
- Zsivoczky-Farkas, Györgyi (* 1985), ungarische Siebenkämpferin
- Zsivótzky, Gyula (1937–2007), ungarischer Leichtathlet und Olympiasieger

### Zso
- Zsófia, Tochter von König Béla II. von Ungarn, Nonne
- Zsofinyecz, Mihály (1906–1986), ungarischer Politiker und Gewerkschafter, Minister und Politbüromitglied
- Zsók, Levente (* 1983), rumänischer Eishockeyspieler
- Zsoldos, Imre (1919–1985), ungarischer Jazz- und Unterhaltungsmusiker (Trompete) und Orchesterleiter
- Zsoldos, Péter (1930–1997), ungarischer Science-Fiction-Schriftsteller
- Zsolnay, Paul (1895–1961), österreichischer Verleger
- Zsolnay, Vilmos (1828–1900), ungarischer Keramikkünstler und Großindustrieller
- Zsolt, Béla (1895–1949), ungarischer Schriftsteller und Journalist sowie Politiker, Mitglied des Parlaments
- Zsolt, István (1921–1991), ungarischer Fußballschiedsrichter
- Zsombor-Murray, Nathan (* 2003), kanadischer Wasserspringer

### Zsu
- Zsuffka, Viktor (1910–2001), ungarischer Stabhochspringer